# パンツァーファウスト3

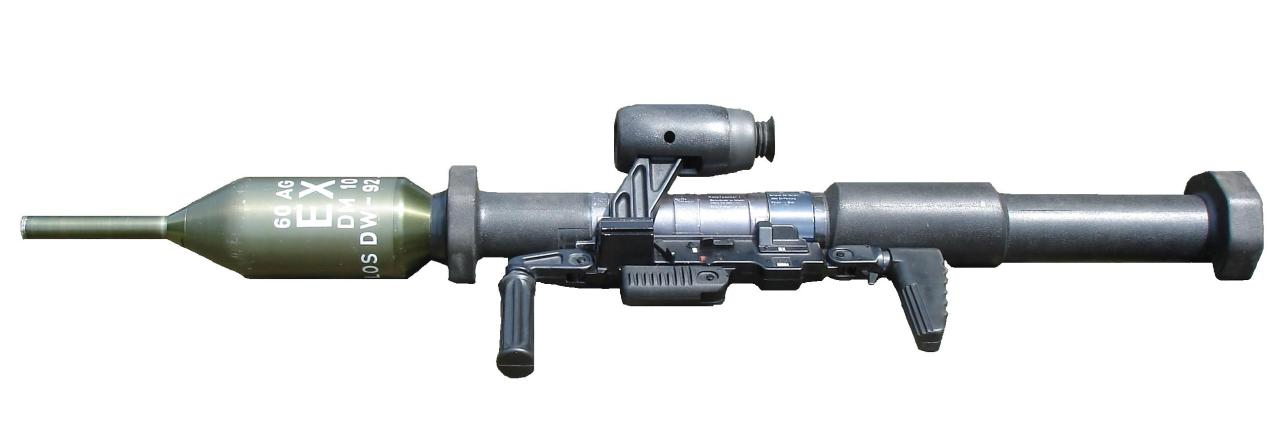
弾頭を装填した状態のパンツァーファウスト3
後部グリップが折りたたまれた状態

パンツァーファウスト3（独: Panzerfaust 3）は、ドイツのダイナマイト・ノーベル社製の対戦車ロケット弾発射器（対戦車擲弾発射器）で、機構的には無反動砲の一種である。
その名称は第二次世界大戦中にドイツで開発・製造された無反動砲式対戦車兵器である“パンツァーファウスト”に由来する。

## 概要

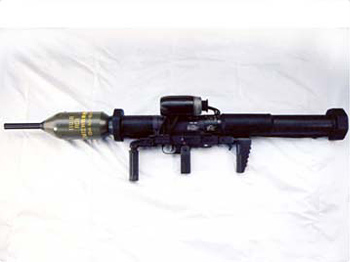
陸上自衛隊仕様の“110mm個人携帯対戦車弾”

1960年代半ばから使用されていたPzF-44（パンツァーファウスト44）とカールグスタフ無反動砲の後継として、1970年代よりダイナマイト・ノーベル社が開発を始め、1992年より部隊配備された。訓練不十分な兵士でも扱えるよう、単純な操作法を目指した設計が行われている。
ドイツ連邦陸軍で採用されているだけでなく、スイス陸軍ではPzF84、日本の陸上自衛隊では「110mm個人携帯対戦車弾」の名称で採用している。
ドイツなど一部の国では後継装備のMATADORによる更新が始まっている。

## 構成

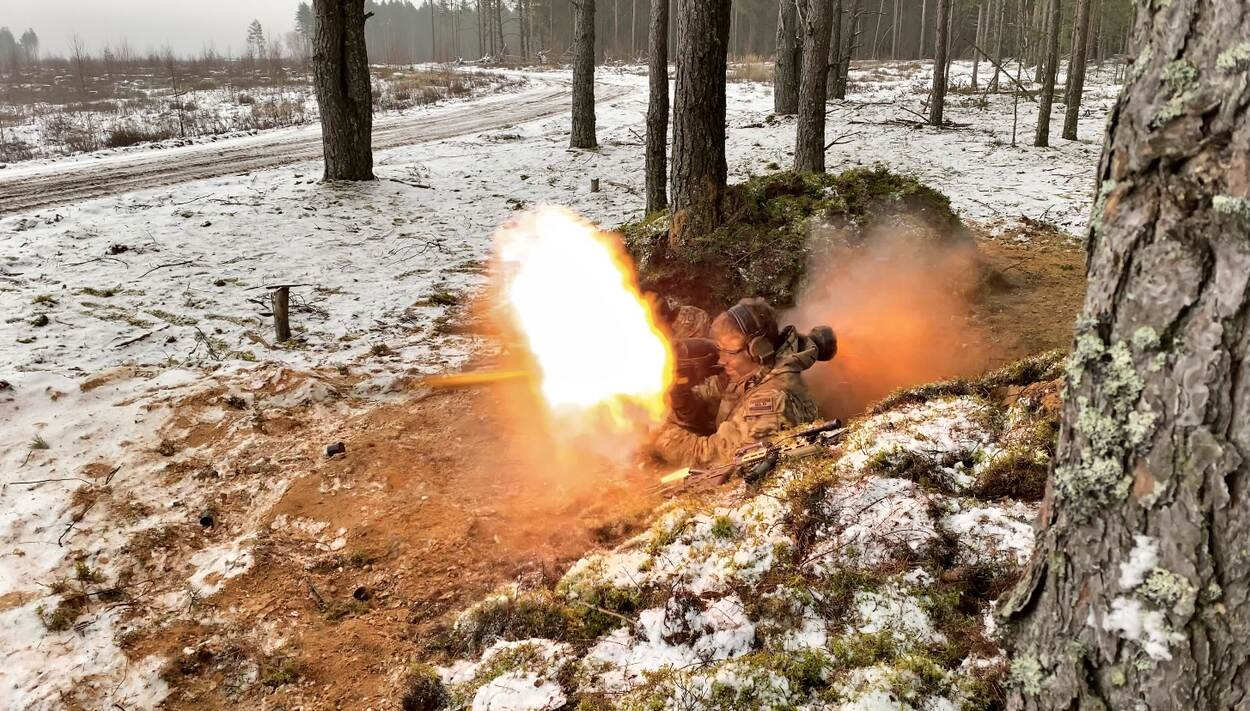
発射の瞬間

発射時の反動を相殺するため、後方へカウンターマスと呼ばれる重量物を撃ち出すデイビス式無反動砲である。この方式は、発射エネルギーと同等の爆風を後方に放つことで反動を相殺するクルップ式やクロムスキット式に比べて後方爆風が少ない。カウンターマスは金属粉で、発射後は拡散し遠方に飛ばないため後方の味方に危険をおよぼしにくく、後方に10メートルの離隔距離を設ければ、室内や閉所からの発射も可能となっている。
弾頭と発射チューブで構成された弾薬部と、照準眼鏡が一体化されたグリップ部に2分割されている。発射の際には電気接点保護カバーを外してグリップ部を組み付ける。弾薬部は使い捨てで、グリップ部は回収しての再使用が前提となっている。
弾頭が装填された発射チューブは使い捨て式で、ソ連が独自に発展させたRPG-7のようにロケットブースター付き弾頭を用い、射撃姿勢もこちらに近い。発射は衝撃雷管式で、発射された弾頭は直後に安定翼が展開してロケットモーターに点火、加速しながら飛翔する。
使用弾頭はドイツのダイナマイト・ノーベルのPZF 3である。弾頭には成形炸薬弾を利用した対戦車榴弾のほか、爆発反応装甲に対応できる二重弾頭のタンデムHEAT弾、トーチカのような堅牢な固定目標を破壊するためのブンカーファウスト（Bunkerfaust DM32）、照明弾、訓練用の縮射弾や演習弾なども用意されている。対戦車榴弾は、弾頭先端のプローブと呼ばれる信管を伸長させてから使用するが、信管を縮めたまま発射すると榴弾として使用可能。プローブには通常ゴム製の保護カバーが付属する。
グリップ部（Griffstück）はどの弾頭とも共用でき、暗視照準具やテレビモニターを利用したリモコン式の発射架台、センサーを用いた自動発射架台などもある。Dynarangeと呼ばれるレーザー距離計と弾道計算機を組み合わせた電子式照準具がダイナマイト・ノーベル社で開発され、有効射程が延長された。
グリップ部のフレームはアルミニウム一体成型で、前後の折りたたみ式グリップ、同じく折りたたみ式の肩当部、照準器から構成される。照準器は特徴的な形状の硬質ウレタン樹脂で保護されている。後部グリップには内部にその動作に連動した撃鉄が2本あり、引き起こすことで2本の撃鉄が起き上がり発射態勢が最終的に整う。撃鉄は2本同時に作動し、どちらかに不備があっても雷管を叩ける。射撃時に不発が起こった場合には、後部グリップをいったん折りたたんで引き起こし、再度撃発する。機構上後部グリップは垂直で各種ライフルとは相似しない。グリップ部の製造を担当しているH&K社の刻印はフレームになされている。製造番号は弾薬チューブ電気接点部に刻印され、グリップ部には見られない。
取り外しの際には前述の工程を逆に行うが、前部グリップはストッパー機構がなく弾薬チューブから外した後に折り畳むので注意を要する。この際後部グリップを折り畳む事により強制的に安全装置レバーは安全位置に復帰する。
照準器基部には各種アクセサリー用の20ミリレールがある。Dynarangeはこれと照準器固定部分を利用して取り付けられる。
構造上、重心が前方に偏っており、弾頭発射時の重量変化による動揺などを抑えるために、地面や壁で体を支えての射撃が推奨されている。前部グリップは少し長く設計されており、射撃の際に一脚架として利用できる。戦闘教範で、依託無しの射撃を非常用とする採用国もある。

## 陸上自衛隊での使用

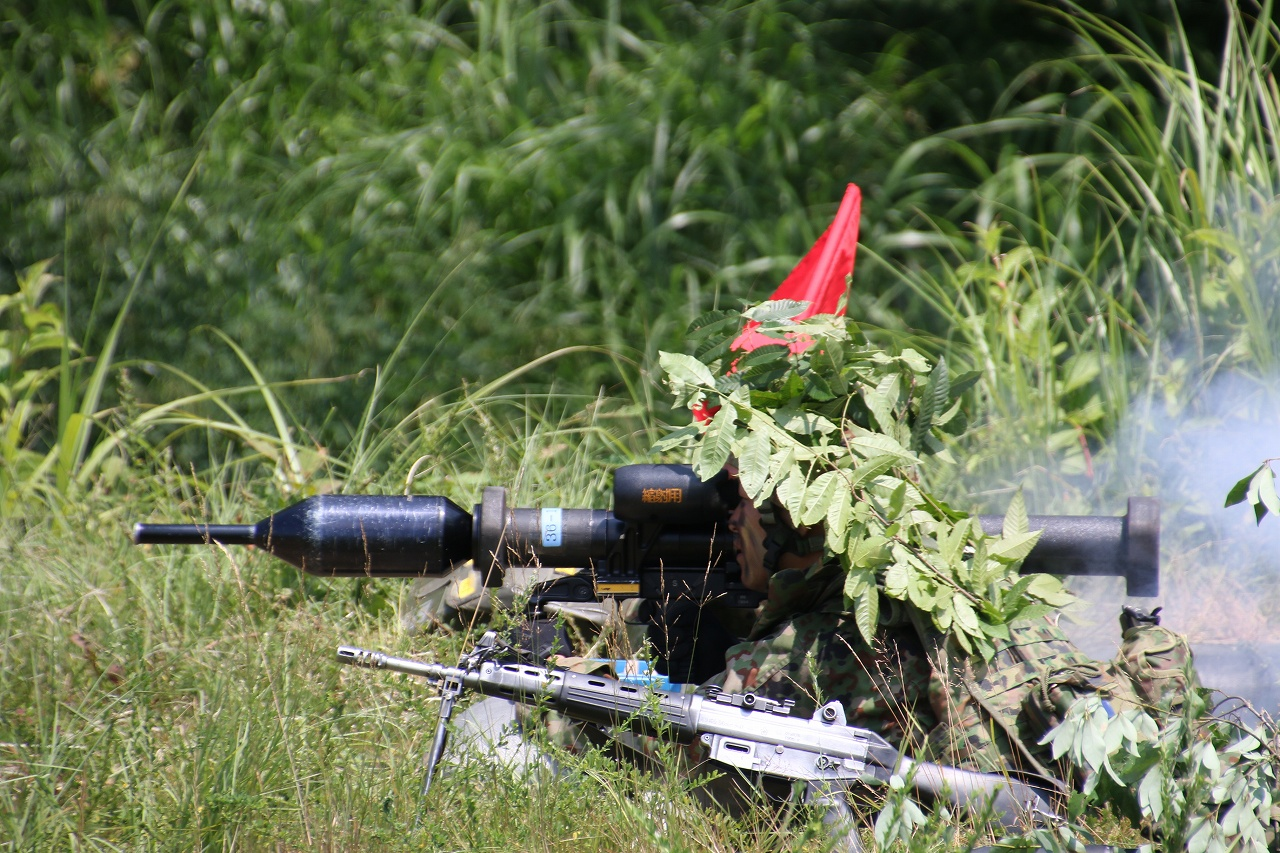
パンツァーファウスト3で縮射弾を発射した陸上自衛隊員

陸上自衛隊でも採用されており、「110mm個人携帯対戦車弾」の制式名称のほか、「LAM（ラム）」との通称がある。
調達にあたりIHIエアロスペース（旧日産自動車宇宙航空部門）がライセンス生産を担当する形で国産化されている。当初は後方支援部隊の自衛火器として採用された経緯があったが、実際には普通科・施設科部隊への配備が優先的に行われていた。
標準モデルの対戦車榴弾のほか、訓練用の縮射弾、演習弾を配備しており、照準具は通常の光学式のみを装備している。演習用に、外観と重量が本物と同一のハンドリング模擬弾セットもある。
部隊に支給されるセットの中には照準具に取り付けるプラスチック製のシールドと左手を保護するための皮手袋が同梱されている。これは、未燃焼の推進剤から射手を守るための訓練用資材で、実戦で必須とされるものではない。射撃装置は繰り返し使用するが、使い捨てのため“火器”ではなく“弾薬”に分類されており、身につける装備品に数えないため実戦において発射後のチューブは空薬莢としてその場で投棄できる。
1個小銃班に1本が装備されるが、弾薬に分類される装備のため、運用は小銃も装備する小銃手が担当し、担当小銃手は高重量装備となる。

## 採用国
- オーストリア
- ドイツ
- イタリア
- 日本

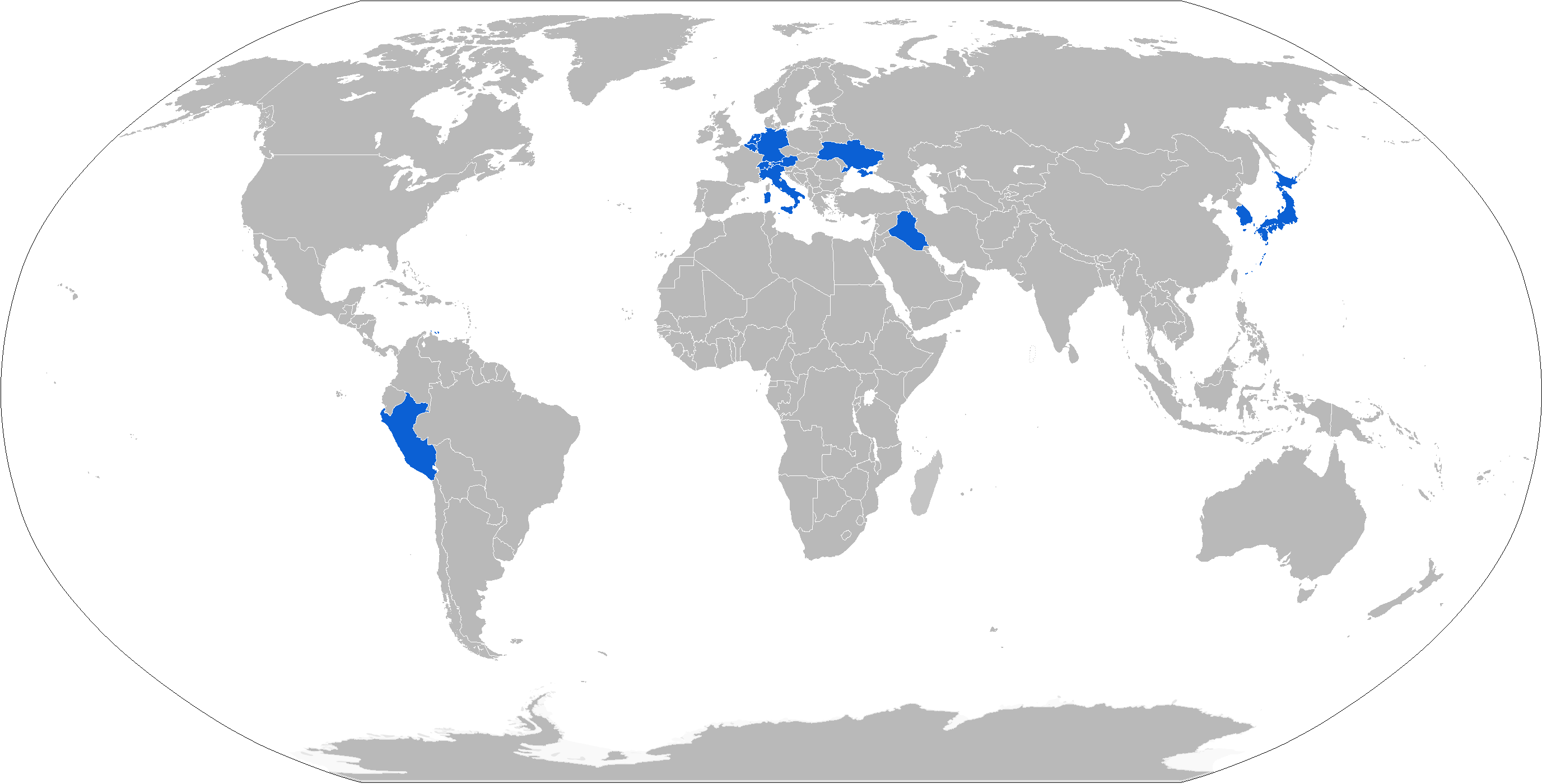
採用国
（2015年現在）

- オランダ - 2025年に、後継としてカール・グスタフM4が発注されている[5]。
- 韓国
- スイス
- ウクライナ(2022年ロシアのウクライナ侵攻でドイツ・イタリア・オランダからの供与)

## 要目（標準モデル）
- 弾頭口径：110mm
- ロケット弾重量：4.2kg
- 全重量：13.9kg
- 全長（ロケット弾装着時）：1,400mm
- 貫通力：（表面硬化処理均一圧延鋼板）700mm。自衛隊は非公表としている。
- 有効射程：固定目標500m 移動目標300m Dynarange使用時は600m

## 登場作品

### 映画
『ガメラ3 邪神覚醒』
イリスを偵察する第37普通科連隊の先遣小隊員が装備しており、活動を開始したイリスに対して構える。

### アニメ・漫画
『アウトブレイク・カンパニー 萌える侵略者』
アニメ版第10話にて、異世界の存在を隠すための映画撮影に協力していた陸上自衛隊が、撮影中に突如として現れた本物のドラゴンに対して使用する。
『クレヨンしんちゃん 爆発!温泉わくわく大決戦』
温泉Gメンの装備として登場。野原家目前に迫った風呂嫌いテロ組織「YUZAME」の巨大ロボットに対して使用され、「湯ノ花腐蝕弾」と「高圧電流」という2種類の架空弾頭を発射するが、どちらも効果はなかった。
『新世紀エヴァンゲリオン劇場版 Air/まごころを、君に』
戦略自衛隊の装備として登場。NERV基地を襲撃する際に使用される。
『ドラゴンヘッド』
自衛隊員の岩田が、ヘリを強奪しようとした暴徒らに対して使用する。異変が起こった際、所属部隊から許可なしにヘリに持ち込んでいた。
『魔法少女特殊戦あすか』
第15旅団所属の自衛官らが、自衛隊那覇駐屯地を襲撃したバベル旅団に対して使用する。
『リコリス・リコイル』
6話にて千束を襲撃したテロリスト・真島の仲間が使用。車で逃亡しようとする千束達に対して発射しようとするが、発射直前に射手の顔面にドローンが激突したことで照準が逸れた状態で発射してしまい、真島が乗り込もうとしていた車に命中して千束達を取り逃がす結果となった。

### 小説
『ゲート 自衛隊 彼の地にて、斯く戦えり』
小説・漫画・アニメ版に異世界へ派遣された自衛隊の装備として登場。主人公が率いる第3深部偵察隊の勝本三曹が、襲撃してくる炎龍に対して使用し、走行中の軽装甲機動車の上部ハッチから発射して、炎龍の左腕を吹き飛ばし撃退する戦果を挙げる。この活躍によって、異世界の人々から自衛隊の象徴と目され「鉄の逸物（てつのイチモツ）」と呼ばれるようになる。
また、異世界のダークエルフたちも主人公から使い方を習い炎龍に対して使用するが、一部はブローブを伸ばさなかったり後方の安全確認なしで発射したため、炎龍の皮膚を貫通できなかったり、後ろにいた仲間にカウンターマスを浴びせたりしてしまう。帝都から脱出する際には閉まる直前の門に対し軽装甲機動車のハッチから射撃し、門を吹き飛ばすことで脱出路を確保している。
『続・戦国自衛隊』
戦国時代へタイムスリップした自衛隊の装備として登場。徳川家康に味方するアメリカ海兵隊のAH-1W スーパーコブラなどに対して使用される。
『目指せ!一騎当千 〜ぼっち自衛官の異世界奮戦記〜』
異世界へ転生した主人公が街を襲撃した謎の巨大ゴーレム軍を撃退するために使用する。
『ルーントルーパーズ 自衛隊漂流戦記』
異世界へ飛ばされた自衛隊の装備として登場。キュクロプスやオークなどの異世界の怪物たちに対して使用される。
『怪盗クイーン、仮面舞踏会にて』
皇帝抹殺の障害となるクイーンを殺害するため、ホテルベルリン最高幹部のシュテラが使用。

### ゲーム
『Project Reality（BF2）』
ドイツ軍の対戦車兵器として登場。DM12A1弾を装填した物とDM22 Tandem HEAT弾を装填した物の2種が登場。
『WarRock』
重火器兵の初期装備として登場。
『コール オブ デューティ ゴースト』
連邦軍の装備として登場。本来は使い捨てなのだが、何故かリロードができる。
『コール オブ デューティ ブラックオプス6』
「HE-1」として登場。キャンペーンでは、ほぼ全ての屋外のミッションで拾って使うことができる。
『サイコブレイク』
物語終盤と、クリア後の特典武器として登場。弾薬部は使い捨てではなく、RPG2やRPG7のように弾頭を差し込んで再装填するようアレンジされている。
『ソードアート・オンライン フェイタル・バレット』
110mm個人携帯対戦車弾が「ブラストスピアー」の名称で登場（武器ランクで名称変化）。照準器が異なる架空火器である。リロード可。クラインが使用する。